# 雷蒙德·常

雷蒙德·常

雷蒙德·常（1939年3月6日—2017年4月10日）是一名威廉姆斯学院化学系的荣誉退休教授，也是一名教科书作者。他最受欢迎的教科书是《化学》 （Chemistry），这本书的第一版出版于1976年，2017年出到了第十三版 。在中华人民共和国，科学出版社曾出版该书的改编版。在台湾，麥格羅希爾國際公司臺灣分公司曾出版该书的中文版，译者是姜仁章。除此之外，他还出版了一些儿童读物。

## 个人生活
雷蒙德·常是一名归化的美国公民。他的家庭来自中国上海。在1937年，他的家人为了逃离日本对中国的入侵而离开了上海，之后他在香港出生。在1941年，雷蒙德·常和他的家人们回到上海，并在此居住了8年。之后为了躲避第二次国共内战的战火，他们再次回到香港。17岁时，雷蒙德·常随他的姐姐来到伦敦。他在伦敦大学获得化学专业一级荣誉学士学位，随后在耶鲁大学获得硕士和博士学位。
1968年8月，他和作家兼图书馆员玛格丽特·A·克罗金（Margaret A. Scrogin）结婚，婚后育有一女伊丽莎白·常（Elizabeth Chang）。在空闲时间，他喜欢打网球和拉小提琴。2017年4月，他在华盛顿州班布里奇岛去世，享年78岁。

## 职业生涯
雷蒙德·常的工作经历十分丰富。1966年，他在密苏里州圣路易斯的华盛顿大学以博士后研究员身份开始了他的职业生涯。此后，他成为纽约市纽约市立大学亨特学院的化学助理教授。他于1968年加入威廉姆斯学院的教师队伍。在1968年至1973年期间，他是在威廉姆斯学院工作的唯一亚裔美国人，因而显得十分突出。随后，从1978年到1989年，他担任哈福德·R·克拉克自然科学教授（Halford R. Clark Professor of Natural Sciences）。1993年开始，他担任了两年的化学系主任。
雷蒙德·常是美国化学学会会员，并为其考试委员会做出了贡献。他为化学杂志贡献了许多文章，也是期刊《化学教育家》编辑委员会的成员。他还在美国奥林匹克竞赛工作组、GRE委员会担任过职务。他编写了和自己的教科书配套的教师用书、练习册和学习指南。

## 著作

### 自然科学
- 《光谱学基本原理》，Basic Principles of Spectroscopy, McGraw-Hill (New York), 1971. ISBN 978-0070105171
- 《物理化学及其在生物系统的应用》，Physical Chemistry with Applications to Biological Systems, Macmillan (New York), 1977年第2版。ISBN 978-0029793701
- 《基础化学》，Essential Chemistry, McGraw Hill (New York), 1996. ISBN 978-0070112070
- 《生物科学用的物理化学》，Physical Chemistry for the Biosciences, University Science Books (Sausolito), 2005. ISBN 978-1891389337
- 《普通化学：基础概念》，General Chemistry: The Essential Concepts, McGraw Hill (New York), 2013年第7版。ISBN 978-0073402758

### 其他
以下书籍由雷蒙德·常和他的妻子玛格丽特合著。
- 《战争之眼》，In the Eye of War, Margaret K. McElderry Books (New York), 1990. ISBN 9780689505034
- 《蟋蟀战士：中国传说》，The Cricket Warrior: A Chinese Tale, Warwick Hutton作画,  Margaret K. McElderry Books (New York), 1994. ISBN 978-0689506055。本书里的故事改编自蒲松龄所著的《聊斋志异》里的《促织》一文。[16][17]
- 《乞丐的魔术：中国传说》，The Beggar's Magic: A Chinese Tale, David Johnson作画,  Margaret K. McElderry Books (New York), 1997. ISBN 978-0689813405
- 《大伟的财宝：中国传说》，Da Wei's Treasure: A Chinese Tale, Lori McElrath-Eslick作画,  Margaret K. McElderry Books (New York), 1999. ISBN 978-0689818356
- 《中国话》，Speaking of Chinese, W. W. Norton (New York), 2001年修订版。ISBN 978-0393321876

## 脚注
1. ↑  在他去世之后，他的合著者继续修订该书，在2021年出版了第14版[5]。